# Oppia coloradensis
Oppia coloradensis är en kvalsterart som beskrevs av Tyler A. Woolley 1969. Oppia coloradensis ingår i släktet Oppia och familjen Oppiidae. Inga underarter finns listade i Catalogue of Life.